# Areca
Areca es un género de plantas con flores perteneciente a la familia de las palmeras (Arecaceae).
Es un género con alrededor de 50 especies de palmas con un solo tallo  que se encuentran en húmedos bosques tropicales desde Malasia hasta las Islas Salomón.
La especie más conocida del género es A. catechu.  Varias especies de nueces de areca, conocidas por su sabor amargo, se utilizan habitualmente para masticar, especialmente en combinación con las hojas de betel, el tabaco y el hidróxido de calcio (cal). Esta práctica es popular entre las personas de edad avanzada en el sudeste de Asia.

## Taxonomía
El nombre del género fue descrito por  Héctor Ramírez y publicado en Species Plantarum 2: 1189. 1753. La especie tipo es: Areca catechu L. (1753)
Etimología
Areca: nombre genérico que deriva de un nombre vernáculo usado en Malabar, India.

## Especies
- Areca abdulrahmanii J.Dransf. (1980).
- Areca ahmadii J.Dransf. (1984).
- Areca andersonii J.Dransf. (1984).
- Areca arundinacea Becc. (1877).
- Areca brachypoda J.Dransf. (1984).
- Areca caliso Becc. (1919).
- Areca camarinensis Becc. (1919).
- Areca catechu L. (1753) : Betel Palm -
- Areca celebica Burret (1933).
- Areca chaiana J.Dransf. (1984).
- Areca concinna Thwaites (1864).
- Areca congesta Becc. (1923).
- Areca costulata Becc. (1919).
- Areca dayung J.Dransf. (1980).
- Areca furcata Becc. (1877).
- Areca glandiformis Lam. (1783).
- Areca guppyana Becc. (1914).
- Areca hutchinsoniana Becc. (1919).
- Areca insignis (Becc.) J.Dransf. (1984). 
  - Areca insignis var. insignis
  - Areca insignis var. moorei (J.Dransf.) J.Dransf. (1984)
- Areca ipot Becc. (1909).
- Areca jobiensis Becc. (1877).
- Areca jugahpunya J.Dransf. (1984).
- Areca kinabaluensis Furtado (1933).
- Areca klingkangensis J.Dransf. (1984).
- Areca laosensis Becc. (1910).
- Areca ledermanniana Becc. (1923).
- Areca macrocalyx Zipp. ex Blume (1839).
- Areca macrocarpa Becc. (1909).
- Areca minuta Scheff., (1876).
- Areca montana Ridl., (1907).
- Areca multifida Burret (1936).
- Areca nannospadix Burret (1931).
- Areca nigasolu Becc. (1914).
- Areca novohibernica (Lauterb.) Becc. (1914).
- Areca oxycarpa Miq. (1868).
- Areca parens Becc. (1919).
- Areca rechingeriana Becc. (1910).
- Areca rheophytica J.Dransf. (1984).
- Areca ridleyana Becc. ex Furtado (1933).
- Areca rostrata Burret (1935).
- Areca salomonensis Burret (1936).
- Areca subacaulis (Becc.) J.Dransf. (1984).
- Areca torulo Becc. (1914).
- Areca triandra Roxb. ex Buch.-Ham. (1826).
- Areca tunku J.Dransf. & C.K.Lim (1992).
- Areca vestiaria Giseke (1792).
- Areca vidaliana Becc. (1907).
- Areca warburgiana Becc. (1914).
- Areca whitfordii Becc. (1907).